# Unia. Pismo poświęcone sprawie Kresów Wschodnich i Unii
Unia. Pismo poświęcone sprawie Kresów Wschodnich i Unii – polskojęzyczne czasopismo propagujące Kościół katolicki obrządku bizantyjsko-słowiańskiego, oraz powrót do unii brzeskiej na terenach prawosławnych (Chełmszczyzna, Podlasie). 
Pismo było wydawane w latach 1923-1939 w Krakowie jako miesięcznik. Jej wydawcą było Towarzystwo Przyjaciół Unii. Pismo miało charakter popularnonaukowy, a jego zadaniem było tworzenie w społeczeństwie dobrej atmosfery wokół reaktywacji unii brzeskiej na terenach, gdzie została zlikwidowana w 1839 (Ziemie Zabrane) i 1875 roku (Chełmszczyzna). Konieczność akcji propagandowej wynikała z niechęci polskiego społeczeństwa wobec idei neounijnej, którą posądzano o próbę rusyfikacji ludności kresowej. Pismo poruszało tematykę historyczną, teologiczną oraz społeczną. 